# تشارلي بوكر
تشارلي بوكر (بالإنجليزية: Charley Booker)‏ هو مغني أمريكي، ولد في 3 سبتمبر 1925 في مورهيد في الولايات المتحدة، وتوفي في 20 سبتمبر 1989 في ساوث بند في الولايات المتحدة.